# Bullock (Familienname)
Bullock ist ein englischer Familienname.

## Namensträger
- Alan Bullock (1914–2004), britischer Historiker
- Alexander H. Bullock (1816–1882), US-amerikanischer Politiker
- Anna Mae Bullock (1939–2023), US-amerikanische Sängerin und Schauspielerin, siehe Tina Turner
- Arthur Bullock (1909–1997), englischer Fußballspieler
- Arthur Allman Bullock (1906–1980), englischer Botaniker
- Belden Bullock (* 1957), US-amerikanischer Jazzmusiker
- Benbow Bullock (1929–2010), US-amerikanischer Bildhauer
- Bert Bullock (* 1955), kanadischer Skilangläufer
- Bob Bullock (1929–1999), US-amerikanischer Politiker
- Calen Bullock (* 2003), US-amerikanischer American-Football-Spieler
- Carrie E. Bullock (1887–1962), US-amerikanische Krankenschwester und Präsidentin der NACGN
- Chick Bullock (1908–1981), US-amerikanischer Sänger
- Darren Bullock (* 1969), englischer Fußballspieler
- Eli Bullock (1895–1984), englischer Fußballspieler
- Frank Bullock (1885–1946), australischer Jockey im Galoppsport
- Fred Bullock (1886–1922), englischer Fußballspieler
- George Bullock (Militär) (1851–1926), britischer Militär und Gouverneur von Bermuda
- George Bullock (Fußballspieler) (1916–1943), englischer Fußballspieler
- Harvey Bullock (1921–2006), US-amerikanischer Produzent und Comedyautor
- Henry Bullock († 1526), englischer Humanist und Priester
- Hiram Bullock (1955–2008), US-amerikanischer Jazz-Gitarrist
- J. Russell Bullock (1815–1899), US-amerikanischer Politiker
- James Bullock (1902–1977), englischer Fußballspieler
- Jim J. Bullock (* 1955), US-amerikanischer Schauspieler
- John Bullock (1869–1894), walisischer Fußballspieler
- Julia Bullock (* 1987), US-amerikanische Sängerin (Sopran)
- Lee Bullock (* 1981), englischer Fußballspieler
- Louis Bullock (* 1976), US-amerikanischer Basketballspieler
- Mariah Bullock (* 1991), US-amerikanische Fußballspielerin
- Martha Eccles Bullock (1851–1939), Ehefrau von Seth Bullock
- Martin Bullock (* 1975), englischer Fußballspieler
- Margaret Bullock (1845–1903), neuseeländische Feministin, Suffragette, Autorin, Journalistin und Sozialreformerin
- Matthew Bullock (* 1980), englischer Fußballspieler
- Mickey Bullock (* 1946), englischer Fußballspieler und -trainer
- Nathaniel Bullock (1779–1867), US-amerikanischer Politiker
- Norman Bullock (Fußballspieler, 1900) (1900–1970), englischer Fußballspieler und -trainer
- Norman Bullock (Fußballspieler, 1932) (1932–2003), englischer Fußballspieler
- Peter Bullock (* 1941), englischer Fußballspieler
- Reggie Bullock (* 1991), US-amerikanischer Basketballspieler
- Rick Bullock (* 1954), US-amerikanischer Basketballspieler
- Robert Bullock (1828–1905), US-amerikanischer Jurist, Politiker und Brigadegeneral
- Rufus Bullock (1834–1907), US-amerikanischer Politiker
- S. Scott Bullock (* 1956), US-amerikanischer Synchronsprecher
- Sam Bullock (1913–1978), englischer Fußballspieler
- Sandra Bullock (* 1964), US-amerikanische Schauspielerin
- Scott Bullock (* 1963), US-amerikanischer Geistlicher, Bischof von Rapid City
- Scotty Bullock (* 1969), deutscher Rock’n’Roll-Musiker
- Seth Bullock (1849–1919), US-amerikanischer Geschäftsmann und United States Marshal
- Simon Bullock (* 1962), englischer Fußballspieler
- Stephen Bullock (1735–1816), US-amerikanischer Politiker
- Steve Bullock (* 1966), US-amerikanischer Politiker
- Steven Bullock (* 1966), englischer Fußballspieler
- Susan Bullock (* 1958), britische Opernsängerin (Sopran)
- Theodore H. Bullock (1915–2005), US-amerikanischer Neurowissenschaftler
- Theren Bullock (* 1960), US-amerikanischer Basketballtrainer und -spieler
- Tony Bullock (* 1972), englischer Fußballspieler
- Walter Bullock (1907–1953), US-amerikanischer Komponist, Songwriter und Drehbuchautor
- William Bullock (Chamberlain) († 1342/3), schottischer Geistlicher, Militär und Minister
- William Bullock (Naturforscher) (1773–1849), englischer Reisender und Naturforscher
- William Bullock (Erfinder) (1813–1867), US-amerikanischer Erfinder
- William Henry Bullock (1927–2011), US-amerikanischer Geistlicher, Bischof von Madison
- Wingfield Bullock († 1821), US-amerikanischer Politiker
- Wynn Bullock (1902–1975), US-amerikanischer Fotograf